# Gebeurtenis (letterkunde)
Een gebeurtenis is in de narratologie een niet door personages veroorzaakt of gewild fictieve deel in een verhaal. Het zijn zowel natuurlijke als niet-natuurlijke gebeurtenissen, zoals overstromingen en auto-ongelukken. 
De gebeurtenissen en de handelingen vormen belangrijke onderdelen structuurelementen van verhalen.

## Personages
Personages in verhalen raken betrokken bij gebeurtenissen, doordat ze die waarnemen, veroorzaken, of ze juist ondergaan, en er nadeel of voordeel van hebben. In verhalen zijn er de personages te onderscheiden, een handelingenverloop en gebeurtenissen die zich afspelen in een bepaalde ruimte en tijd, en motieven. In de narratologie spreekt men van gebeurtenissen als deze niet veroorzaakt of gewild zijn door de personages in het verhaal.
Handelingen of acties zijn de door de personages in een verhaal veroorzaakte en gewilde gebeurtenissen, de acties of het doen daarvan in drama en epiek (verhalende literatuur). 

## Structuurelementen
De structuur van verhalen bestaat uit de onderlinge relaties tussen:
- de personages met hun handelingen of acties,
- de motieven en thema's,
- de omstandigheden, gevormd door
  - de ruimte waarin het verhaal speelt,
  - de tijd waarin het verhaal speelt met de tijdsverlopen, de tijdstippen en de perioden, en
- de gebeurtenissen, die niet door personages veroorzaakt of gewild zijn.